# Famille Ayed
Cette page explique l’histoire ou répertorie les différents membres de la famille Ayed.
Pour les articles homonymes, voir Ayed.
La famille Ayed (arabe : عيّاد) est une famille de la haute notabilité tunisienne.

## Membres
Parmi ses membres notables figurent :
- Ahmed Ayed, notable de Ksar Hellal dont la maison abrite le premier congrès du Néo-Destour en 1934[2] puis devient un musée présentant le congrès et d'autres événements des années 1930[3],[4]
- Jalloul Ayed (1951- ), banquier, homme politique et compositeur[5],[6]
- Néjib Ayed (1953-2019), producteur[7],[8],[9]
- Ridha Ayed (?-2011), universitaire, homme politique et dirigeant sportif[10],[11]